# Мемориальный музей военного и трудового подвига 1941-1945 гг.
Мемориа́льный музе́й вое́нного и трудово́го по́двига 1941—1945 годо́в — музей, расположенный в городе Саранск республики Мордовия. Является частью мемориального комплекса воинской славы на площади Победы.

## История создания и общие сведения о музее
Музей был открыт 6 мая 1995 года, его основателем и первым директором был Алексей Михайлович Мамаев. Здание музея, созданное по проекту архитекторов А. Костина и Р. Кананина, своими очертаниями напоминает контуры границ Мордовии. Кровля стилизована под кокошник — национальный женский головной убор. Для внешней отделки использовались гранитные плиты, выложенные в полосы чёрного и оранжевого цветов — цветов Георгиевской ленты, символа российской доблести
Фонды музея на начало 2009 года насчитывали 39 986 единиц хранения. Это уникальные документы и фотографии, личные вещи бойцов, оружие, фронтовые письма, награды, полученные уроженцами Мордовии за подвиги в боях, архивы прославленных военачальников. Кроме того, в экспозицию музея входят картины и скульптуры на военную тему, а также большой книжный фонд (более 4 000 книг) по истории Великой Отечественной войны.
В составе музея четыре зала:
- Зал Славы — парадный зал, где установлено мозаичное панно, посвящённое сражавшимся на фронтах Великой Отечественной войны и труженикам тыла.
- Зал «Огненные фронтовые дороги», в котором размещена основная экспозиция музея.
- Зал полководцев — находится в цокольном этаже, в нём можно увидеть портреты великих полководцев России работы заслуженного художника России И. В. Сидельникова, а также панорамную витрину со стрелковым оружием времён Великой Отечественной войны.
- Зал «Преемственность поколений», посвящённый военачальникам послевоенного периода, памяти павших в вооружённых конфликтах и локальных войнах на территории России и других государств (в том числе воинам-интернационалистам в Афганистане и участникам войны в Чечне), а также деятельности ветеранских и молодёжных патриотических организаций.

Рядом с музеем устроена экспозиция боевой техники под открытым небом: танк Т-54, боевая машины пехоты, пушки, гаубица и зенитная установка М-1.

## Филиал — музей А. И. Полежаева
5 июня 2001 года в Саранске был открыт филиал музея военного и трудового подвига — музей Александра Ивановича Полежаева, выдающегося русского поэта XIX века, уроженца Мордовии. Музей А. И. Полежаева расположен в отреставрированном деревянном доме № 51 по улице Саранской, принадлежавшем в XIX веке купцу Мышкину.

Один из стендов с экспонатами
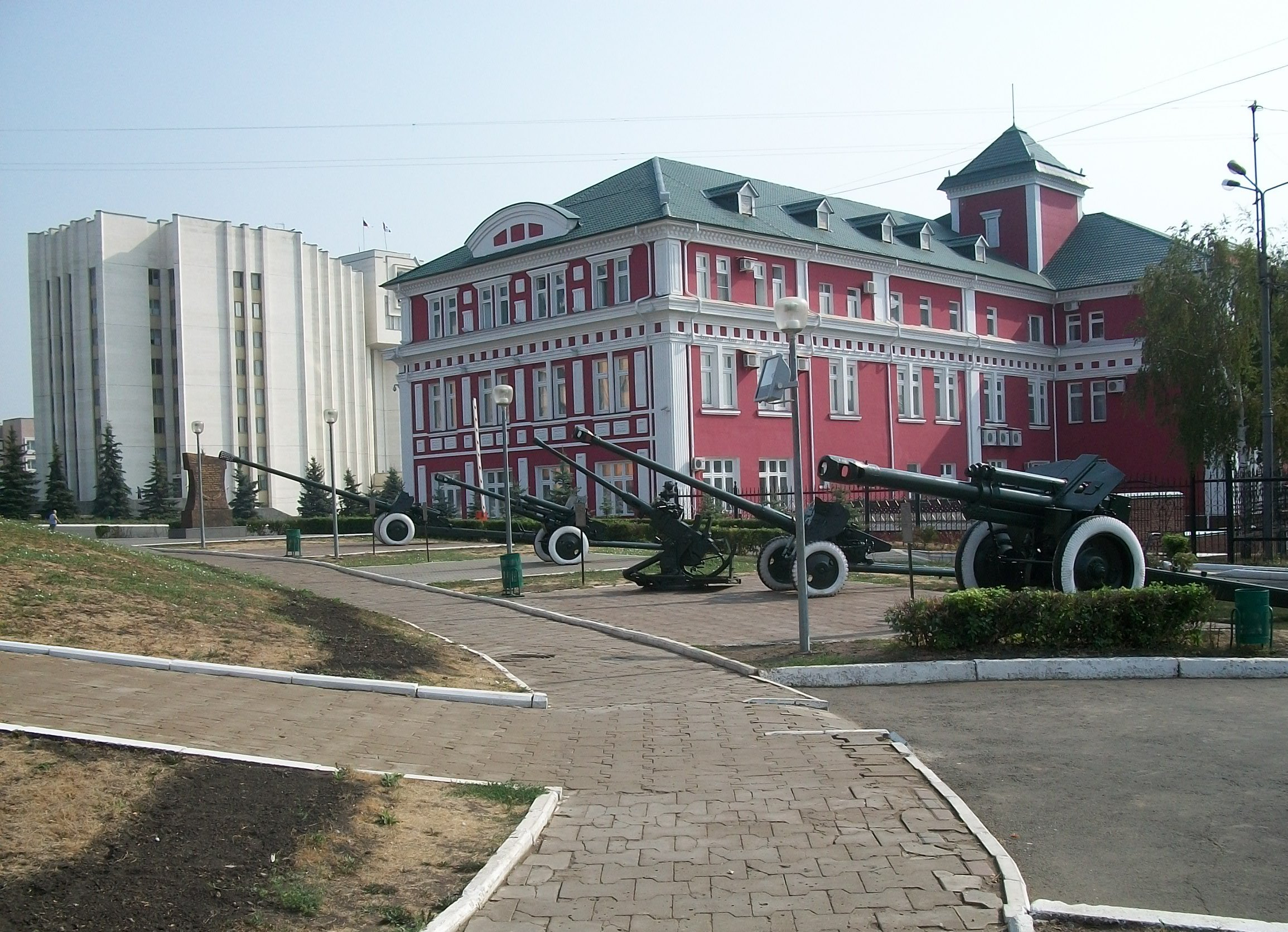
Экспозиция боевой техники возле музея
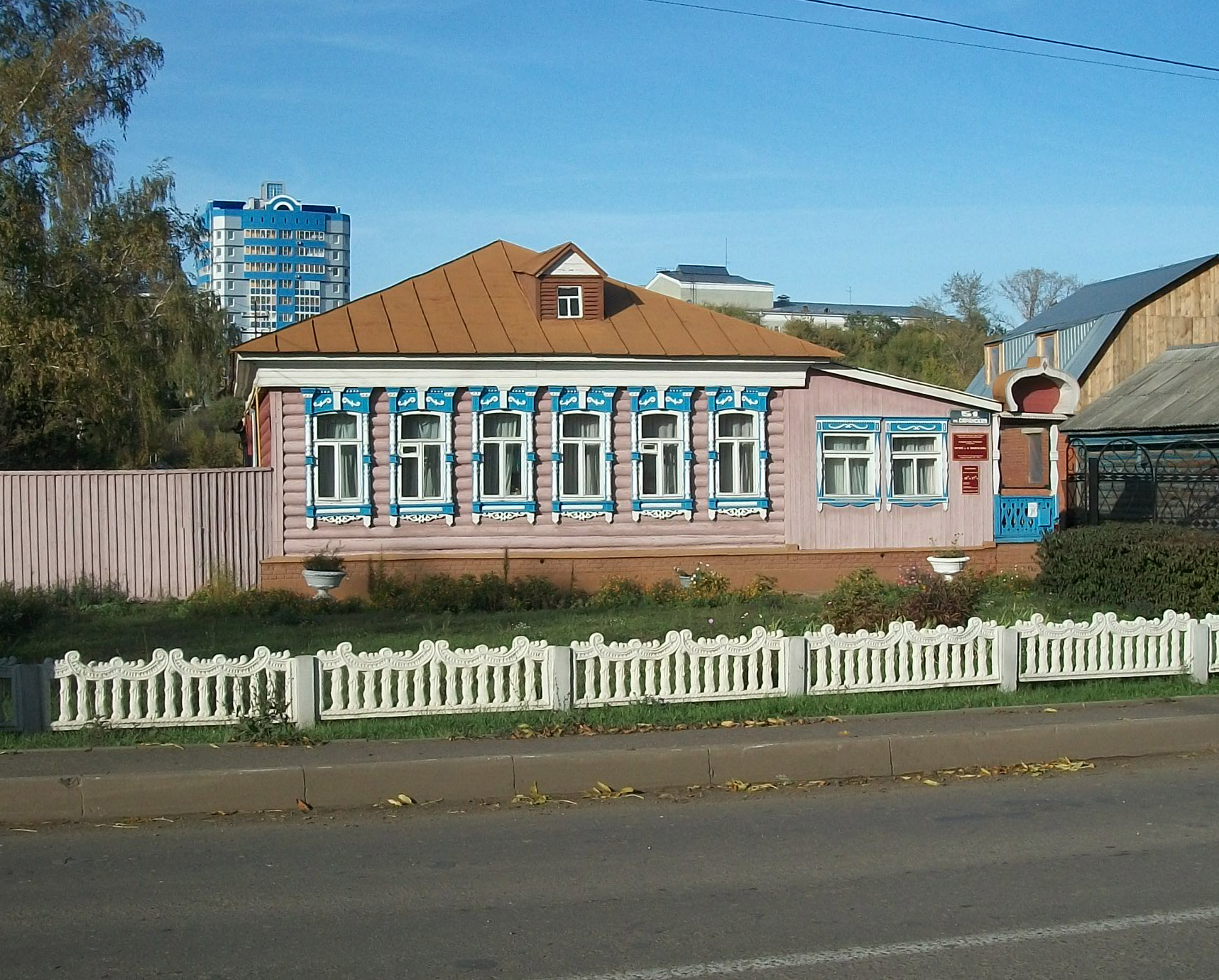
Музей А. И. Полежаева - филиал музея боевого и трудового подвига